# Septo vaginal
Se denomina septo vaginal a una malformación vaginal en la que existe un septo completo dispuesto en posición transversal y predominantemente en la unión del tercio proximal y tercio medio de la vagina, aunque podría ser longitudinal. En algunas mujeres afectadas, el septo es parcial o no se extiende ni a lo largo ni a lo ancho de la vagina. Su presencia puede der lugar a dispareunia. Los septos vaginales longitudinales se desarrollan durante la embriogénesis cuando hay una fusión incompleta de las partes inferiores de los dos conductos de Müller. Esto daría como resultado la presencia de dos aberturas en la vagina. Puede haber duplicaciones asociadas de las partes más craneales de los derivados müllerianos, un cuello uterino doble y un septo uterino o útero didelfo (útero doble). Por su parte, los septos transversos se forman durante la embriogénesis cuando los conductos de Müller no se fusionan con el seno urogenital. Los septos transversos completos pueden ocurrir a lo largo de la vagina en diferentes niveles. 

## Síntomas
El flujo menstrual puede bloquearse, por lo que es una causa de amenorrea primaria. La acumulación de flujos menstruales en la parte posterior del septo se denomina criptomenorrea. Algunos septos transversales están incompletos y pueden provocar dispareunia u obstrucción del parto.